# 644 Cosima
644 Cosima
644 Cosima là một tiểu hành tinh ở vành đai chính. Nó được August Kopff phát hiện ngày 7.9.1907 ở Heidelberg, và được đặt theo tên Cosima Wagner, con gái của nhà soạn nhạc người Hungary Franz Liszt, và là vợ thứ hai của nhà soạn nhạc người Đức Richard Wagner